# Mamestra tetrica
Mamestra tetrica là một loài bướm đêm trong họ Noctuidae.